# Gare d'Esaka
La gare d'Esaka (江坂駅, Esaka-eki) est une gare ferroviaire de la ville de Suita, dans la préfecture d'Osaka au Japon. La gare est gérée par la compagnie Kita-Osaka Kyuko Railway et le métro d'Osaka.

## Situation ferroviaire
La gare d'Esaka marque le début de ligne de métro Midōsuji et la fin de la ligne Kitakyu Namboku. Les 2 lignes sont interconnectées.

## Histoire
La gare est inaugurée le 24 février 1970. Sa construction est liée à l'organisation à Osaka de l'Exposition universelle de 1970.

## Service des voyageurs

### Accès et accueil
Gare aérienne, elle dispose d'une salle d'échange avec guichet.

### Desserte
- voie 1 : Ligne Midōsuji pour Nakamozu
- voie 2 : Ligne Kitakyu Namboku pour Minoh-kayano

## Environs
- Siège social de SNK
- Siège social et musée de Duskin[1]